# Bismarcksvalstare
Bismarcksvalstare (Artamus insignis) är en fågel i familjen svalstarar inom ordningen tättingar.

## Utbredning och systematik
Fågeln förekommer i Bismarckarkipelagen (New Britain och New Ireland). Den behandlas som monotypisk, det vill säga att den inte delas in i några underarter.

## Status
IUCN kategoriserar arten som livskraftig.